# Kwadwo Poku
Kwadwo Poku (Kumasi, 19 februari 1992) is een Ghanees voetballer die bij voorkeur als middenvelder speelt. Hij verruilde in januari 2015 Atlanta Silverbacks voor New York City FC.

## Clubcarrière
In de jeugd voetbalde Poku bij de plaatselijke voetbalclub Asante Kotoko in Kumasi, Ghana.
Eind 2010 verkaste Poku naar de Verenigde Staten waar hij ging spelen voor de amateurclub Georgia Revolution, uitkomend in de National Premier Soccer League. Spelend als aanvaller werd Poku clubtopscorer in het seizoen 2011 en het seizoen 2012. In het seizoen 2013 gaf hij de meeste assist van het team, namelijk 7. In mei 2013 scoorde hij een hattrick in de 4−3 overwinning tegen Real Colorado Foxes in de eerste ronde van de US Open Cup.
Op 24 januari 2014 maakte Poku de overstap naar Atlanta Silverbacks, uitkomend op het tweede niveau. Hij speelde 25 wedstrijden voor de club waar in hij 2 keer wist te scoren.
In januari 2015 tekende Poku een contract bij Major League Soccer club New York City FC, nadat de club Poku's MLS rechten verkreeg van Seattle Sounders FC in ruil voor een MLS SuperDraft keuze in 2017. Poku werd al snel een favoriet bij de fans van New York City FC vanwege zijn opvallende prestaties.

## Interlandcarrière
In augustus 2015 toonde Poku interesse in het spelen van interlands voor zowel Ghana als de Verenigde Staten. Bondscoach van de Verenigde Staten Jürgen Klinsmann benaderde Poku en vroeg hem om van nationaliteit te wisselen na zijn indrukwekkende prestaties in de Major League Soccer voor New York City FC, maar Poku heeft geen Amerikaans staatsburgerschap.
Op 10 oktober 2015 werd Poku voor het eerst opgeroepen voor het Ghanees voetbalelftal in een oefeninterland tegen Canada. Poku werd 8 minuten voor tijd het veld in gebracht tijdens de wedstrijd, die in een 1−1 gelijkspel eindigde.

## Erelijst

### Individueel
- NYCFC Etihad Player of the month: augustus 2015